# Теодор Панофка
Теодор Сигізмунд Панофка (25 лютого 1800, Бреслау — 20 червня 1858, Берлін) — німецький археолог, історик і філолог.

## Біографія
Панофка вивчав філологію в Берлінському університеті з 1819 по 1823 рік. У 1823 році поїхав до Італії. У Римі він належав до кола римських гіперборейців разом з Отто Магнусом фон Штакельбергом, Едуардом Герхардом і Августом Кестнером. У 1826 році він познайомився з французьким дипломатом і колекціонером П'єром-Луї де Блакас д'Ольпом, у якого працював домашнім вчителем, радником і приватним ученим як у Неаполі, так і в Парижі. У 1829 році вони були серед засновників «Instituto di corrispondenza archeologica», пізнішого Німецького археологічного інституту, в якому Блакас був призначений його першим президентом, а Панофка — секретарем із закордонних справ у Парижі. В Археологічному музеї в Неаполі, де він працював з Едуардом Герхардом, Панофка брав участь у каталогізації стародавніх ваз.
У 1835 році він переїхав до Берліна, у 1836 році став асистентом Королівського музею в Берліні, а в 1843 році став екстраординарним професором археології в Берлінському університеті. З 1856 року був куратором Королівської колекції ваз у Берліні.
У 1836 році він був обраний дійсним членом Прусської академії наук, а в 1849 році — членом-асоційованим членом Королівської академії наук, літератури та образотворчого мистецтва Бельгії .
Теодор Панофка помер у 1858 році у віці 58 років років у Берліні і був похований на цвинтарі Святого Матвія в Шенеберзі. Могила не збереглася.

## Рецепція
Пізніші дослідники довели, що Панофка був надто суб'єктивним у своїх судженнях про вази і припускався численних помилок. Однак, незважаючи на цю критику, його підтримка інтелектуальних товариств, зокрема початкового етапу в розвиту Інституту археологічної кореспонденції в Римі, стала важливою передумовою для заснування в 1871 році нинішнього Німецького археологічного інституту (Deutsches archäologisches Institut), який існує донині як інтелектуальна організація для німецьких класичних досліджень.

## Вибрані праці
- Дослідження справжніх назв грецьких ваз та їх різного використання за авторами та античними пам'ятками . Париж 1829. (цифрова копія)
- Антикваріат з кабінету графа Пурталь-Горж'є . Париж 1834.
- Теракоти з Королівського музею в Берліні. Раймер, Берлін 1842. (цифрова копія)
- Картини стародавнього життя. Реймер, Берлін 1843 р. (цифрова копія)
- Асклепій і Асклепіади. Праці Берлінської академії, 1845. (цифрова копія)
- Грецькі власні назви з Калос у зв'язку з мальовничим декором на розписних посудинах . Академія наук, Берлін, 1850 рік. (цифрова копія)
- Фрідріх фон Раумер (ред.) : Антикварні листи . Лейпциг 1851